# Tetanura
Tetanura is een vliegengeslacht uit de familie van de slakkendoders (Sciomyzidae).

## Soorten
- T. pallidiventris Fallen, 1820